# 에일리&엠버의 어느 멋진 날
《에일리&엠버의 어느 멋진 날》은 2014년 12월 30일 MBC MUSIC에서 방송된 에일리&엠버의 리얼 버라이어티 프로그램이다.

## 같이 보기
- 어느 멋진 날
- 샤이니의 어느 멋진 날
- B1A4의 어느 멋진 날
- 에일리&엠버의 어느 멋진 날
- 슈퍼주니어의 어느 멋진 날
- VIXX의 어느 멋진 날
- AOA의 어느 멋진 날
- 걸스데이의 어느 멋진 날
- 여자친구의 어느 멋진 날